# Sophie Gonzales
Sophie Gonzales (* 26. September 1992) ist eine australische Jugendbuchautorin und Psychologin. 

## Leben und Werk
Sophie Gonzales wuchs in Whyalla, South Australia, auf. 2018 schloss sie ein Studium der Psychologie an der Universität von Adelaide ab. Anschließend arbeitete Gonzales bis 2020 in Melbourne als Schulpsychologin mit Jugendlichen. Seit 2021 ist sie hauptberuflich als Autorin tätig.
Gonzales schreibt Romane für junge Erwachsene. Im Mittelpunkt der Handlung stehen häufig queere Beziehungen zwischen Jugendlichen.
Ihre Bücher wurden in mehrere Sprachen übersetzt.
Sophie Gonzales lebt in Adelaide, Australien.

## Veröffentlichungen
- The Law of Inertia. Amberjack Publishing, 2018, ISBN 978-1-944995-87-4.
- Nur fast am Boden zerstört. cbj, München 2021, ISBN 978-3-570-16608-6.
- Mein fast perfekter Sommer. cbj, München 2021, ISBN 978-3-641-28610-1 (penguinrandomhouse.de).
- Theoretisch perfekt. cbj, München 2022, ISBN 978-3-570-16617-8.
- mit Cale Dietrich: If This Gets Out. Carlsen, Hamburg 2023, ISBN 978-3-551-58468-7.
- Kein bisschen verliebt. cbj, München 2024, ISBN 978-1-944995-87-4.